# Al Haraka Al Kaoumya
Al Haraka Al Kaoumya ou Al Haraka al Kawmiya (en Arabe: الحركة القومية - "Mouvement Populaire") était une organisation politique fondée en 1937 par Mohammed Belhassan Ouazzani, après une scisson du comité d'action marocaine. L’organisation est interdite la même année, et Belhassan Ouazzani est arrêté et exilé par les autorités françaises dans les pénitenciers d’Akka, de Tata, de Tagounit, de Goulmima et de Itzer.

## Organisations postérieures
Après le retour d'exil de Mohammed Belhassan Ouazzani en 1946, il fonda le Parti démocratique de l'indépendance, qui est considéré comme la continuité logique de la Haraka.